# Riekofen
Riekofen är en kommun och ort i Landkreis Regensburg i Regierungsbezirk Oberpfalz i förbundslandet Bayern i Tyskland.
Kommunen ingår i kommunalförbundet Sünching tillsammans med kommunerna Aufhausen, Mötzing och Sünching.